# San Felipe (Texas)
San Felipe é uma cidade  localizada no estado norte-americano de Texas, no Condado de Austin.

## Demografia
Segundo o censo norte-americano de 2000, a sua população era de 868 habitantes.
Em 2006, foi estimada uma população de 960, um aumento de 92 (10.6%).

## Geografia
De acordo com o United States Census Bureau tem uma área de
22,4 km², dos quais 21,7 km² cobertos por terra e 0,7 km² cobertos por água. San Felipe localiza-se a aproximadamente 45 m acima do nível do mar.

## Localidades na vizinhança
O diagrama seguinte representa as localidades num raio de 20 km ao redor de San Felipe.